# Bund für Deutsche Gotterkenntnis
Bund für Deutsche Gotterkenntnis – ruch religijny w Republice Weimarskiej, założony przez gen. Ericha Ludendorffa. Jego formę organizacyjną stanowił założony w 1925 r. Tannenbergbund i działający od 1929 r. Deutschvolk. Założenia światopoglądowe Gotterkenntnis sformułowała Mathilde von Kemnitz, żona Ludendorffa od 1926 r., w książkach „Triumph des Unsterblichkeitwillens” (1922) i „Deutscher Gottglaube” (1927). Światopogląd ludendorffiański miał charakter panteistyczny i antropocentryczny („Wszechświat jest uduchowioną boską istotą wszystkich zjawisk, która im objawia się jako wola, lecz w człowieku jest nadto jest jeszcze świadomie przeżywana”), a zarazem nacjonalistyczny („każdy naród przeżywa Boga w jemu właściwy sposób”). Ruch Ludendorffa zwrócony był przeciwko żydostwu, masonerii i chrześcijaństwu; pozostawał też skłócony z NSDAP, którą uważał za zbyt chrześcijańską. W 1933 r. organizacje ludendorffiańskie zostały zdelegalizowane, jednak w 1937 r. władze III Rzeszy wyraziły zgodę na utworzenie stowarzyszenia Gotterkenntnis Ludendorff.
Współcześnie kontynuację tego nurtu stanowi Bund für (Deutsche) Gotterkenntnis.